# 聖史若望主教座堂 (密爾沃基)

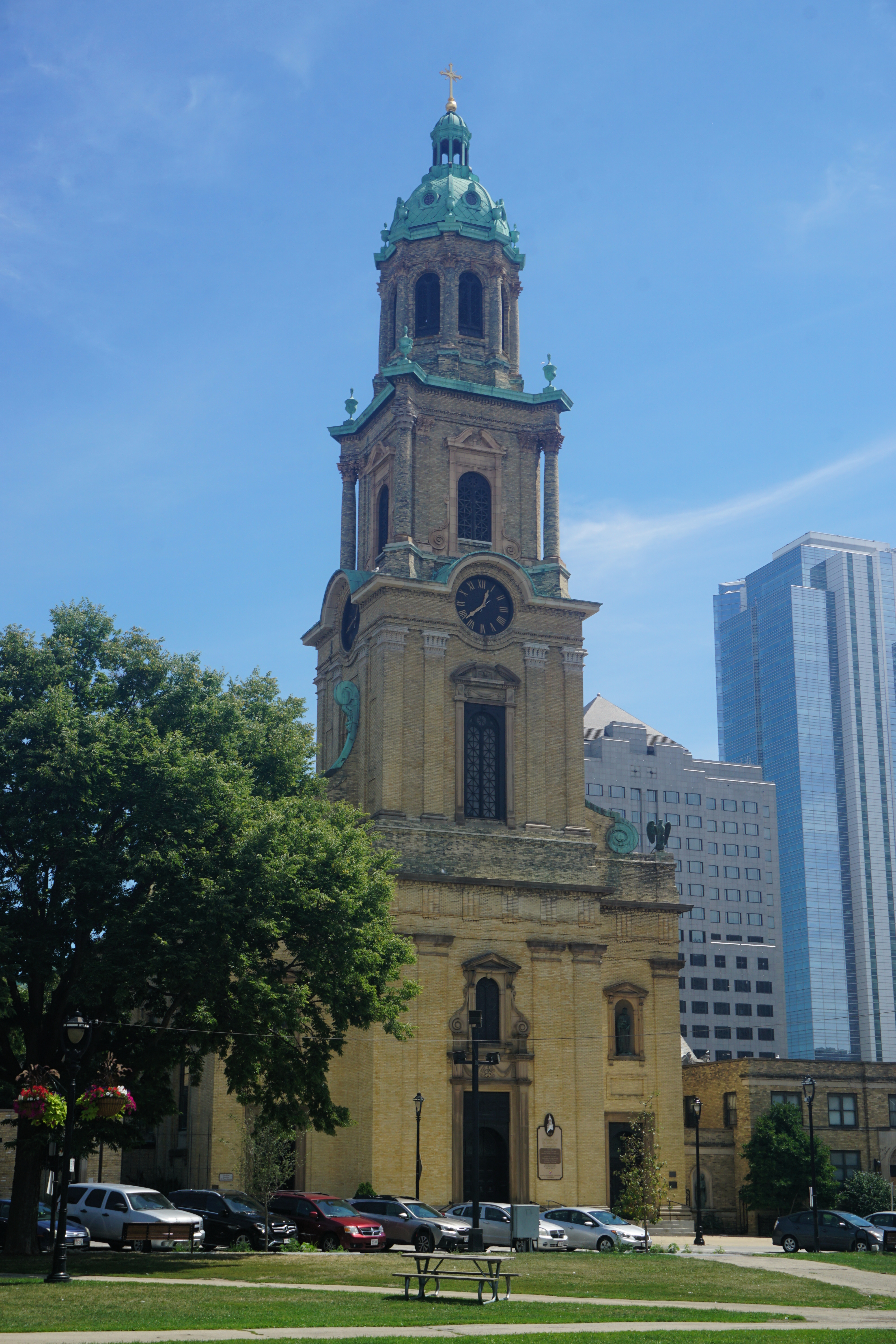
聖史若望主教座堂

聖史若望主教座堂（英語：Cathedral of St. John the Evangelist）是美國的一座天主教的主教座堂，位於威斯康星州密爾沃基大教堂廣場公園東側，也是天主教密爾沃基總教區的主教座堂。教堂是密爾沃基的地標建築，也被列入國家史蹟名錄。教堂名稱取自於福音書作者約翰，竣工於1852年。2002年，教堂進行了翻新。